# Імадеґава Канесуе
Імадеґава Канесуе (*今出川兼季, 1281 — 25 лютого 1339) — середньовічний японський державний діяч періоду Камакура. Засновник роду Імадеґава. Мав прізвисько «Кікутей» (Павільйон хризантем) за любов до вирощування хризантем. Тому іноді рід Імадеґава називають родом Кікутей. Уславився майстерною грою на біві.

## Життєпис
Походив з аристократичного роду Сайондзі. Молодший син Сайондзі Санекане, великого державного міністра. Народився у 1281 році. Вже у 1286 року зараховано до імператорського двору з молодшим п'ятим рангом. У 1289 року отримав старший четвертий ранг. 1290 року призначається до Відомства прислуги на посаду дзідзю (на кшталт камергера). Отримав нове прізвище — Імадеґава.
1294 році стає очільником Лівого крила коноефу (палацової гвардії). Зі сходженням на трон імператора Ґо-Фусімі призначається головою куродо-докоро (особистої канцелярії імператора). Того ж року стає тьогю-гонсуке (помічником спадкоємця трону). 1298 року отримує посаду імператорського радника.
1300 року Канесуе надано старший третій ранг. 1301 року призначається головою (бетто) самурай-докоро. 1302 року стає середнім державним радником. 1303 року очолює провінцію Сімоса. На початку 1305 року отримує молодший другий ранг, а 1309 року — старший другий ранг. 1315 року призначено старшим державним радником. 1316 року знову стає тьогю-гонсуке — тепер принца Такахару. Залишався на ній до 1318 року, коли Такахару став імператором.
Стає одним з відданим сановників імператора Ґо-Дайґго. 1319 року призначено уконое-тайсьо (очільник правого крила) коноефу. 1322 року призначено Правим міністром, але червні 1323 року пішов у відставку через смерть батька. 1329 року отримав старший перший ранг.
1332 року призначено на посаду великого державного міністра. У 1333 році звільнений з посади й призначений міністром освіти (дайгакуі-дайго). Причини цього невідомі, можливо, через наближеність роду Сайондзі до сіккенів з роду Ходзьо, проти яких виступив імператор. Після 1336 року (завершення реставрації Кемму та початок боротьби роду Асігака з імператором) залишився у Кіото.
1338 року пішов у відставку й став буддистським ченцем під ім'ям Саторі. Помер 1339 року.